# Adapter międzymaszynowy ADM 305/1
Adapter międzymaszynowy ADM 305/1 – urządzenie zewnętrzne przeznaczone do tworzenia połączeń wielu komputerów serii Odra 1300, umożliwiających wymianę informacji między połączonymi systemami komputerowymi. Wymiana ta polegała na tym, że program komputerowy uruchomiony na jednym z komputerów miał możliwość wysyłania bądź odbierania danych, tak jak z urządzeń zewnętrznych, które w tym przypadku, w rzeczywistości, stanowiło pewien obszar danych w pamięci drugiego komputera, połączonego z pierwszym za pomocą tego adaptera. Ponadto dla modelu Odra 1305 adapter ADM 305/1 dawał także możliwość bezpośredniej wymiany informacji między dwoma programami uruchomionymi równocześnie na dwóch różnych, ale połączonych adapterem, komputerach.
Fizyczne połączenie mogło być realizowane za pomocą standardowego interfejsu do kanałów:
- autonomicznych, lub
- buforowanych.

Łączna długość kabli nie mogła przekroczyć 50 m.